# Sagartiogeton antarcticus
Sagartiogeton antarcticus är en havsanemonart som beskrevs av Oscar Henrik Carlgren 1928. Sagartiogeton antarcticus ingår i släktet Sagartiogeton och familjen Sagartiidae. Inga underarter finns listade i Catalogue of Life.